# Bruno Schmitz
Bruno Schmitz (21 de noviembre de 1858, Düsseldorf - 27 de abril de 1916, Berlín) fue un arquitecto alemán conocido por sus monumentos de principios del siglo XX. Trabajó estrechamente con escultores como Emil Hundrieser, Nikolaus Geiger y Franz Metzner con el propósito de alcanzar un efecto de integración arquitectónico-escultural.

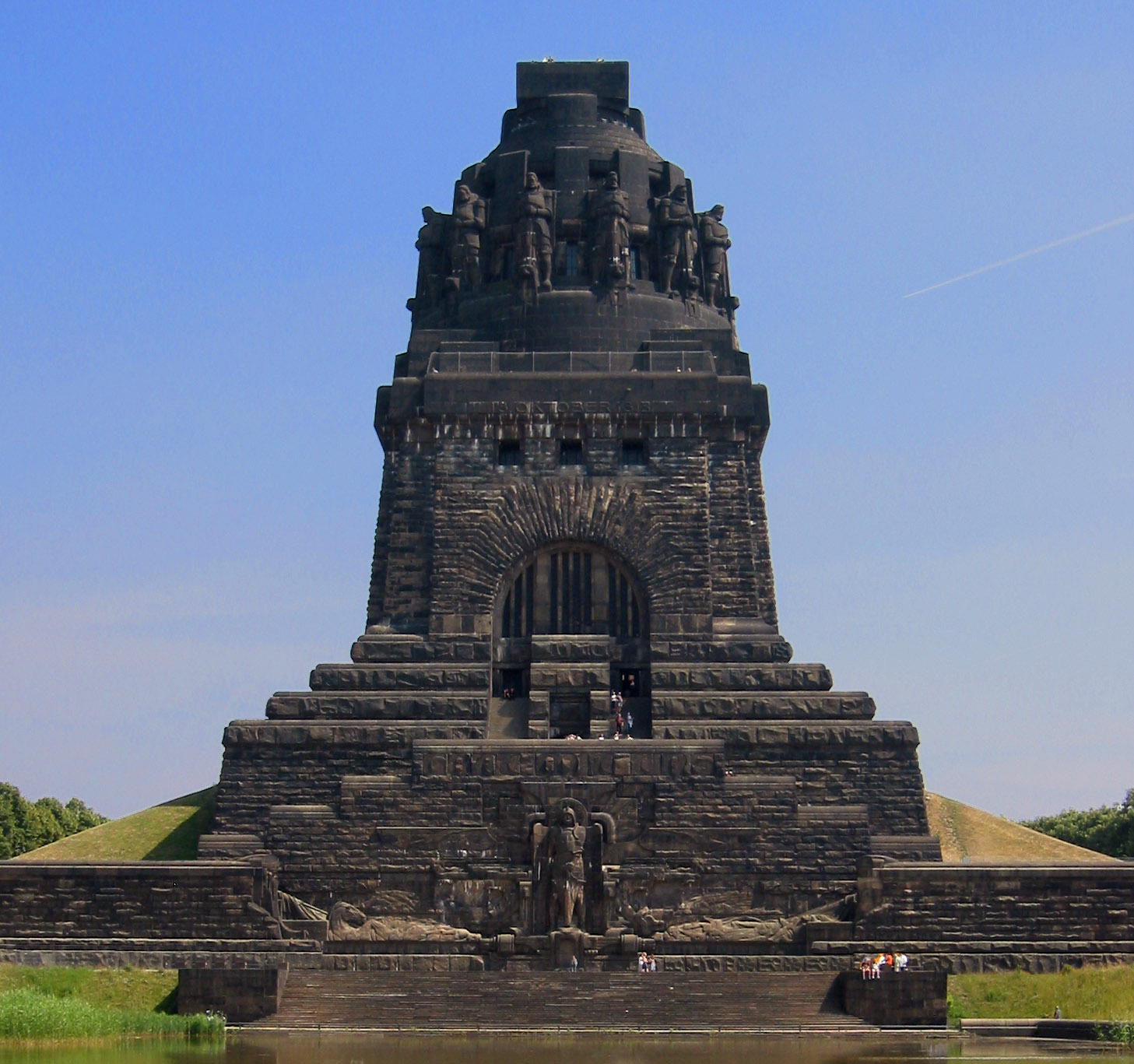
Völkerschlachtdenkmal (Monumento a la Batalla de las Naciones) (1898-1913), Leipzig.

## Vida y obras
Schmitz nació en Düsseldorf. Su famosa obra singular es el masivo Völkerschlachtdenkmal de 1913 (Monumento a la Batalla de las Naciones) localizado en Leipzig, Sajonia, diseñado con el arquitecto local Clemens Thieme. El Monumento fue inaugurado en 1913 por el Káiser Guillermo II. El escultor bohemio Franz Metzner diseñó las figuras arquitectónicas, incluyendo las poderosas y extrañamente escaladas Máscaras del Destino en la cripta del monumento.
Junto con el monumento de Leipzig, Schmitz diseñó el Monumento Kyffhäuser y el Monumento al Káiser Guillermo I en Porta Westfalica, dándole la distinción de diseñar los tres monumentos de guerra más grandes de Alemania. Todos ellos son toscos, primitivas estructuras de mampostería en un estilo que mezcla precedentes románicos con toques modernistas, todos ellos asociados con el nacionalismo alemán en el periodo anterior a la I Guerra Mundial.
Su hija Angelica Schmitz (1893-1957) fue la esposa del escultor ucraniano-estadounidense Alexander Archipenko.

## Obras elegidas
- Geschäftshaus (edificio comercial) (1883), Düsseldorf.
- Monumento Kyffhäuser (1889-96), Porta Westfalica, con los escultores Emil Hundrieser y Nikolaus Geiger.
- Monumento al Káiser Wilhelm (1890-96), Bosque de Teutoburgo, Porta Westfalica, con el escultor Caspar von Zumbusch.
- Monumento Deutsches Eck (1894-97), Coblenza, con el escultor Emil Hundrieser.
- Monumento a la Kaiserin Augusta (1896), Coblenza, con el escultor Karl Friedrich Moest.
- Völkerschlachtdenkmal (Monumento a la Batalla de las Naciones) (1898-1913), Leipzig, con el arquitecto Clemens Thieme y el escultor Franz Metzner.
- Bismarckturm (Torre Bismark) (1899-1900), Unna.
- Villa Stockwerk (1899-1902), Colonia.
- Mannheimer Rosengarten (1899-1903), Friedrichsplatz, Mannheim.
- Monumento al Káiser Guillermo (1901), Halle.
- Edificio Comercial Automat (1904-05), Berlín.
- Weinhaus Rheingold (Bodega Rheingold) (1905-06), Berlín (destruida).
- Tumba de Carl Hoffman, Antigua Iglesia de San Mateo, Berlín, con el escultor Nikolaus Geiger.
- Varias torres de Bismarck.

### Estados Unidos
- Monumento a los Soldados y Marineros de Indiana (1888-1902), Monumento Circular, Indianápolis, Indiana.
- Pabellón Alemán (1904), Exposición Universal de San Luis, Misuri.

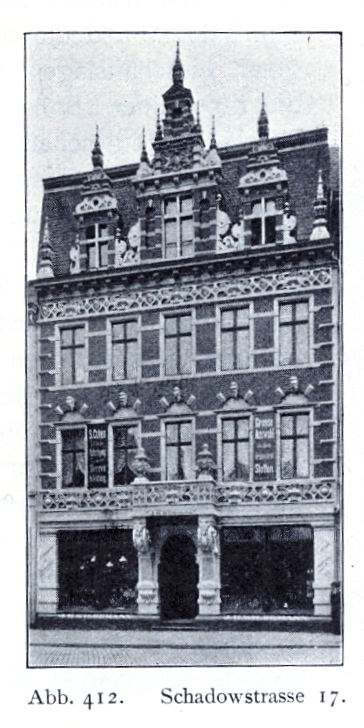
Geschäftshaus (edificio comercial) (1883), Düsseldorf.
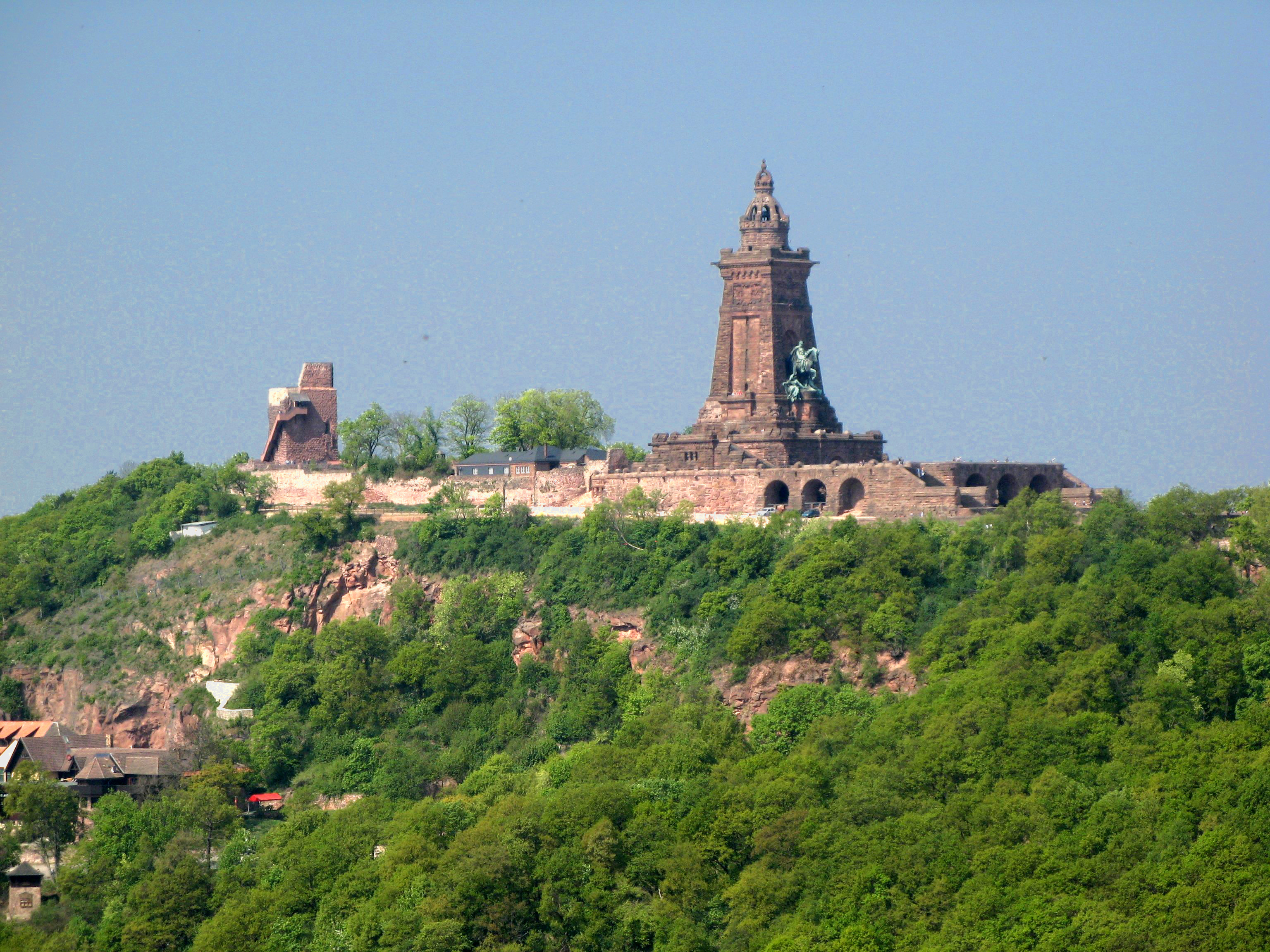
Monumento Kyffhäuser (1889-96), Porta Westfalica.
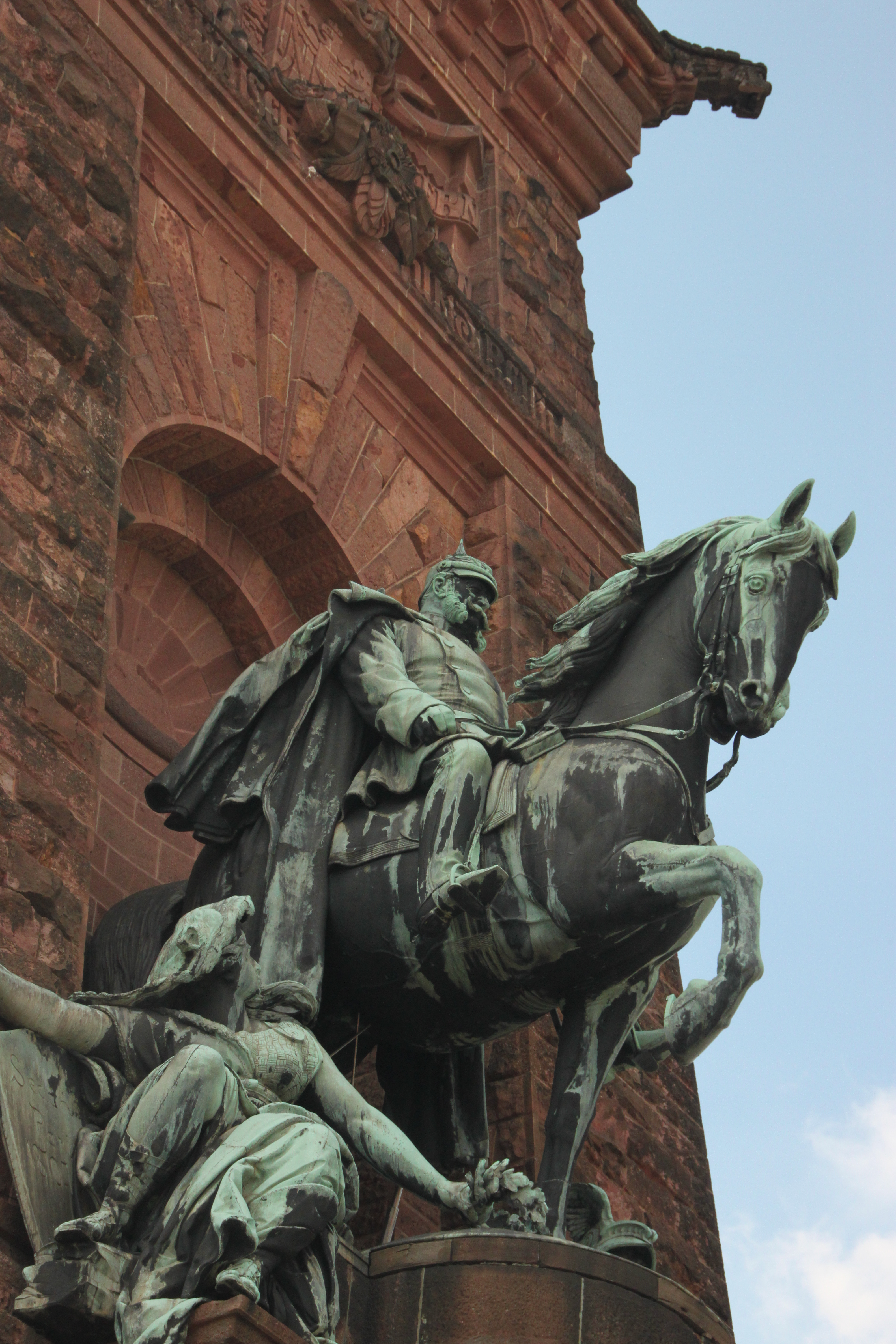
Estatua ecuestre del Káiser Wilhelm I por Emil Hundrieser, Monumento Kyffhäuser, Porta Westfalica.
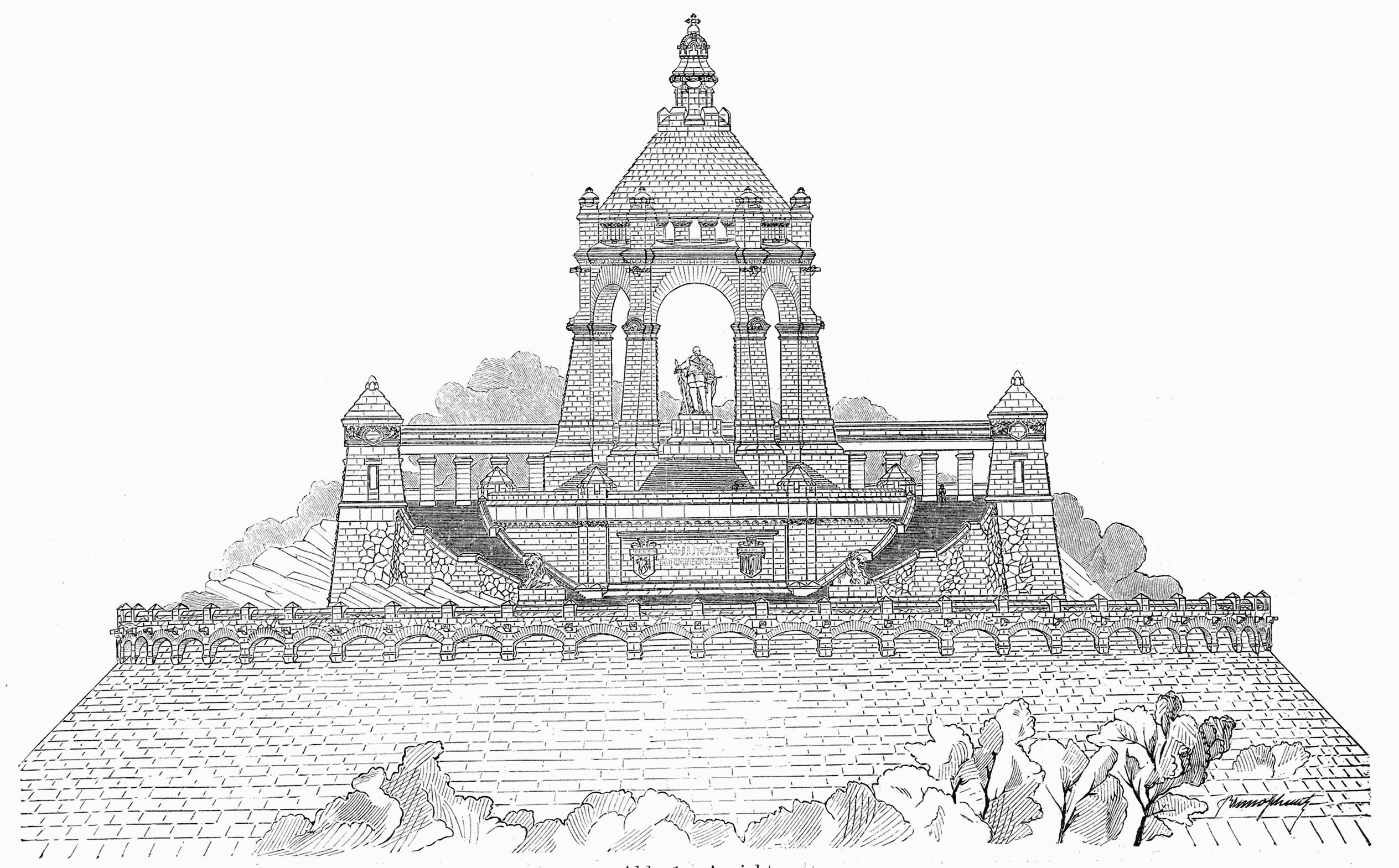
Presentación de Schmitz ca. 1890 para el Monumento al Káiser Wilhelm en Porta Westfalica.
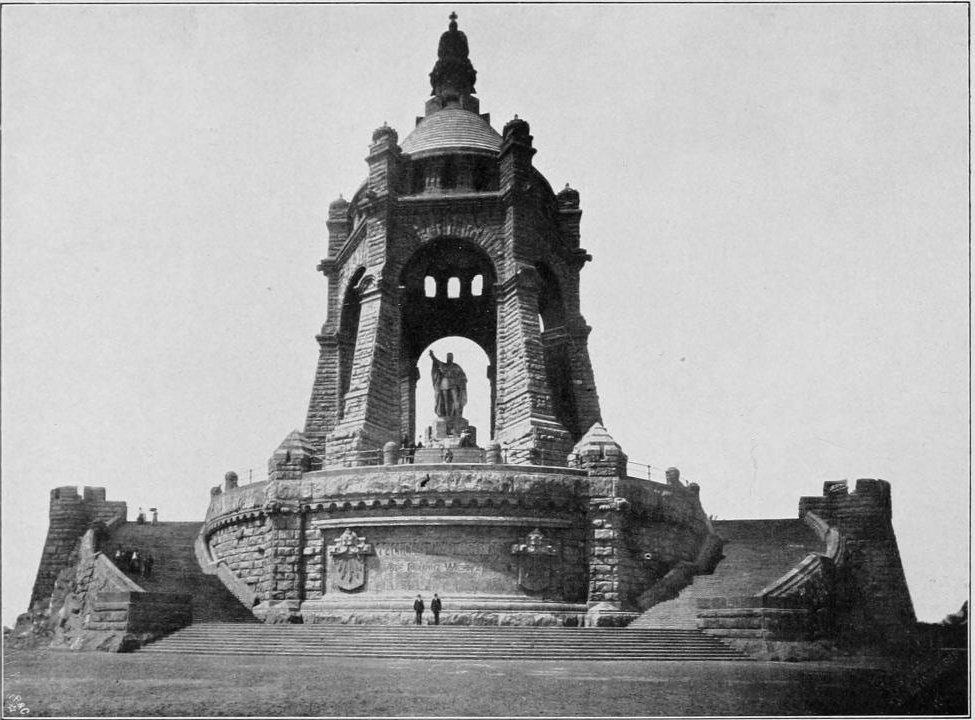
Monumento al Káiser Wilhelm (1890-96), Bosque de Teutoburgo, Porta Westfalica, con el escultor Caspar von Zumbusch.
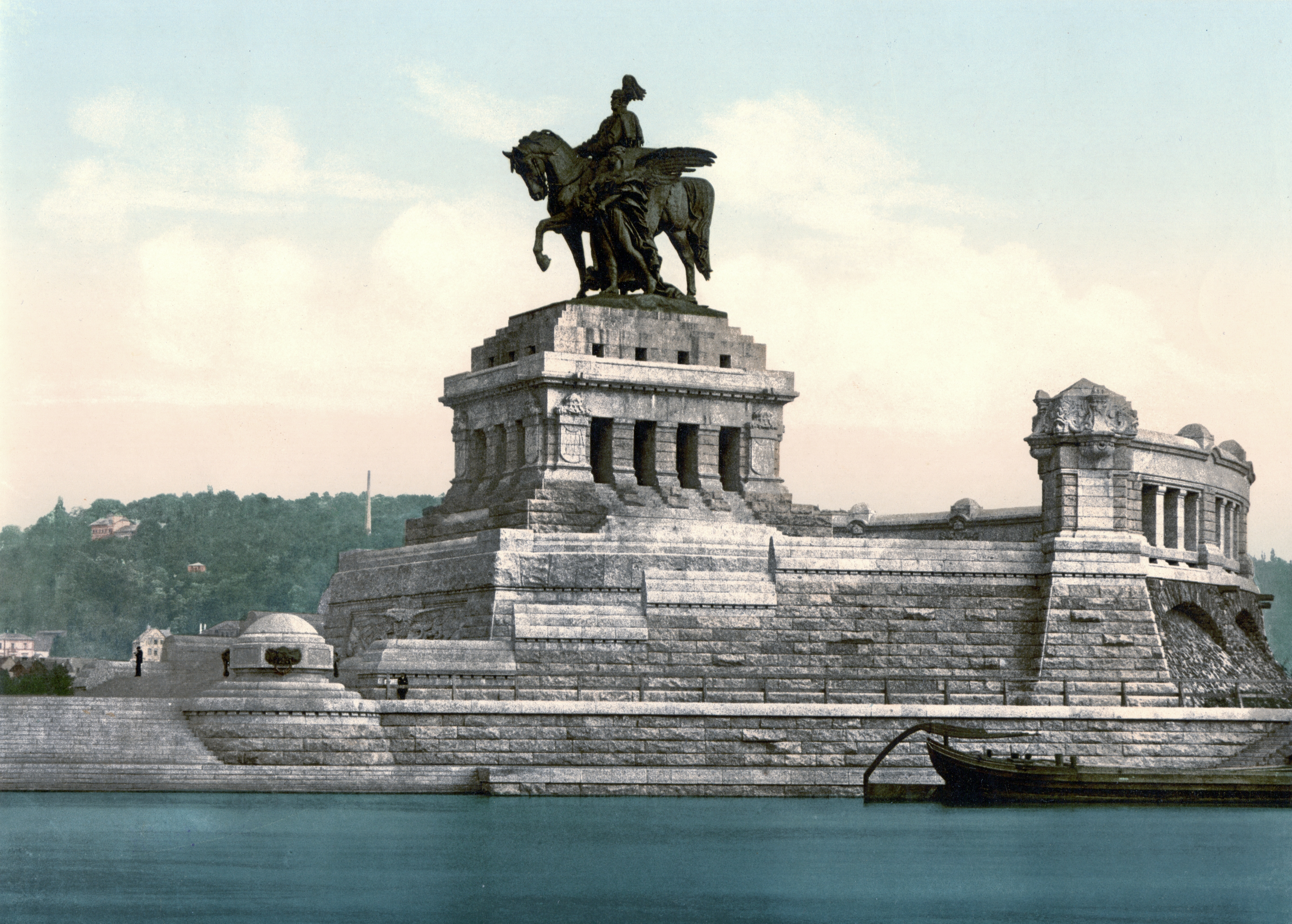
Monumento Deutsches Eck (1894-97), Coblenza.
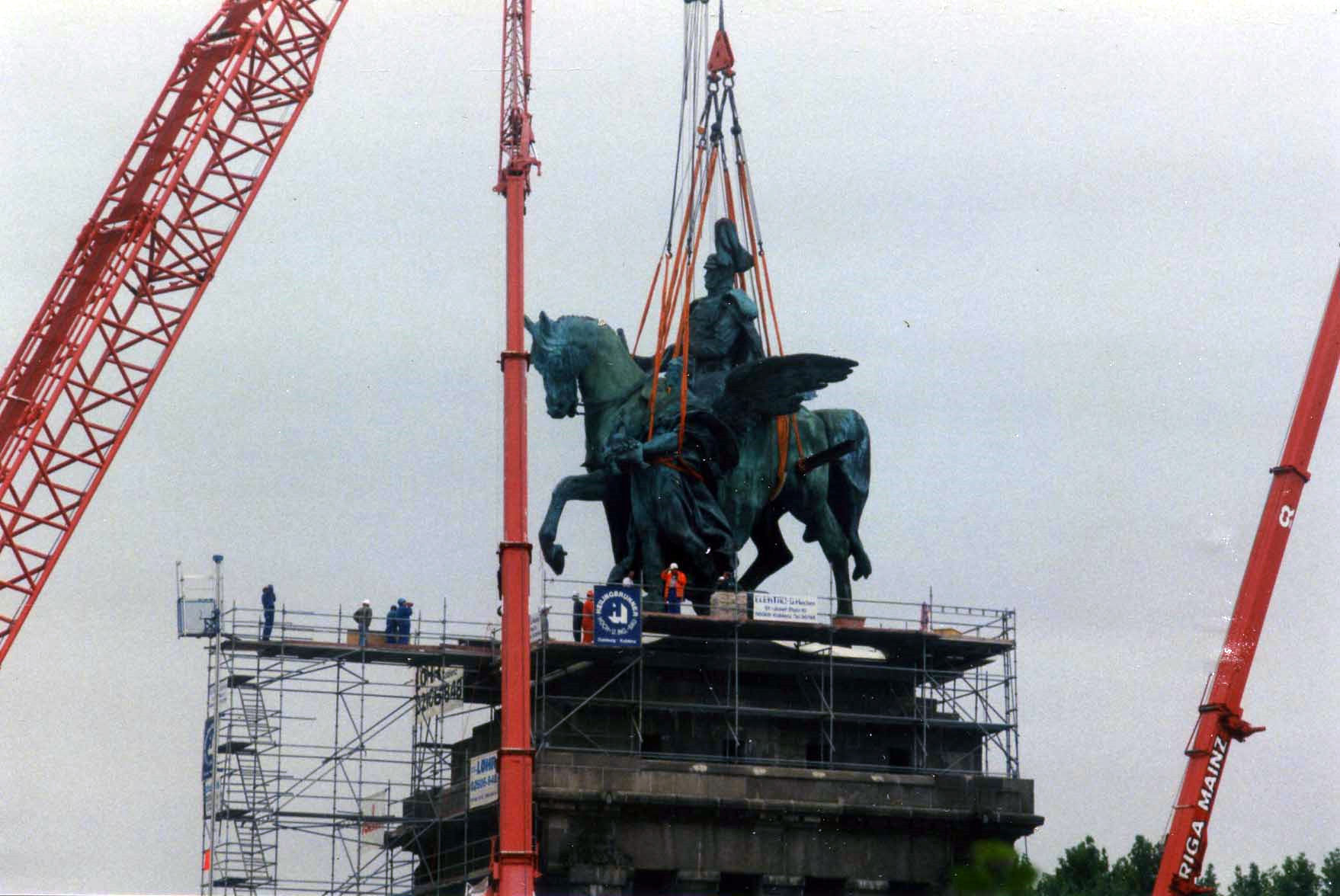
La colosal Estatua ecuestre del Káiser Wilhelm de Emil Hundrieser en lo alto del Deutsches Eck fue gravemente dañada durante la II Guerra Mundial. Una copia por Raymond Kittl fue instalada en 1993.
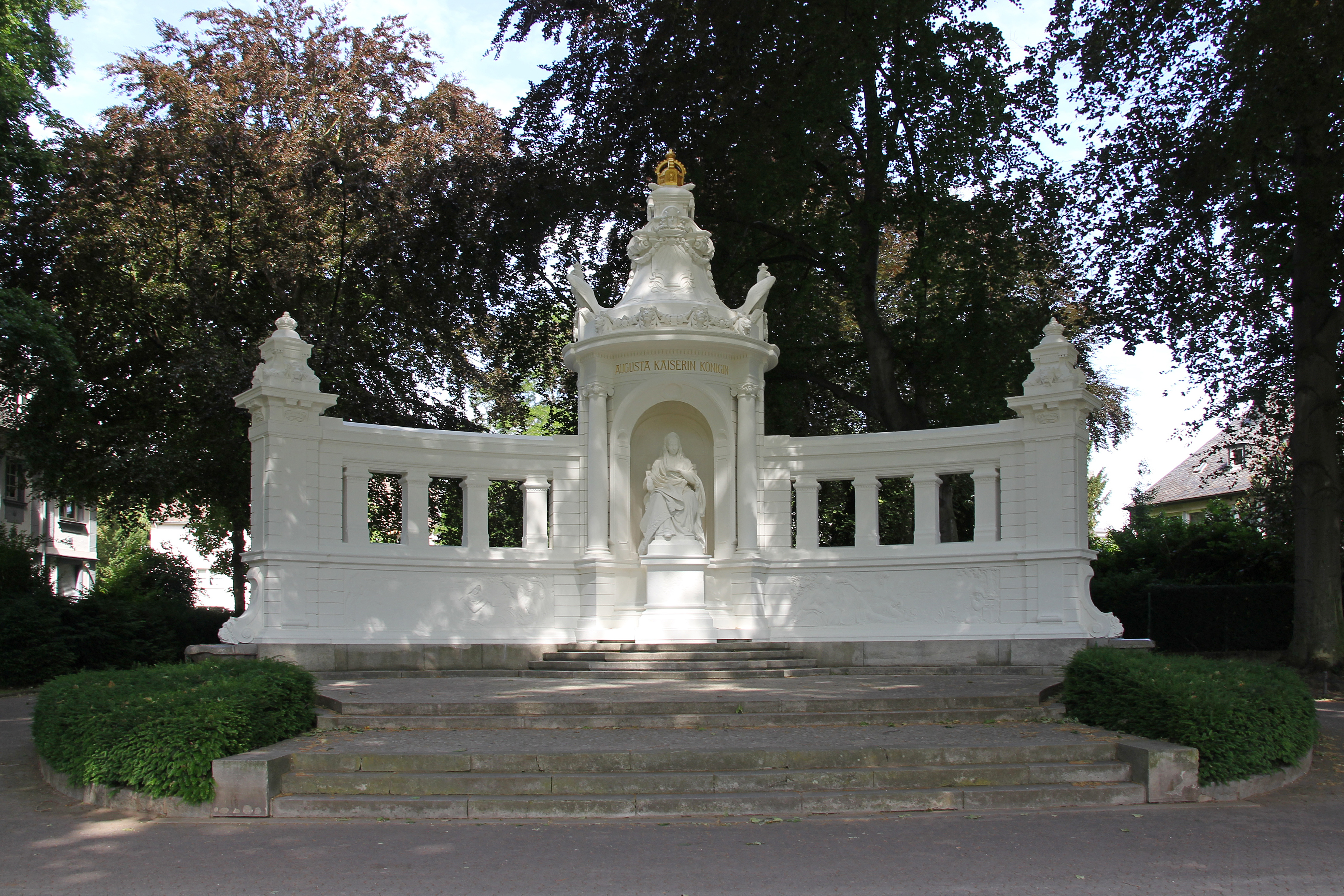
Monumento Kaiserin Augusta (1896), Coblenza, con el escultor Karl Friedrich Moest.
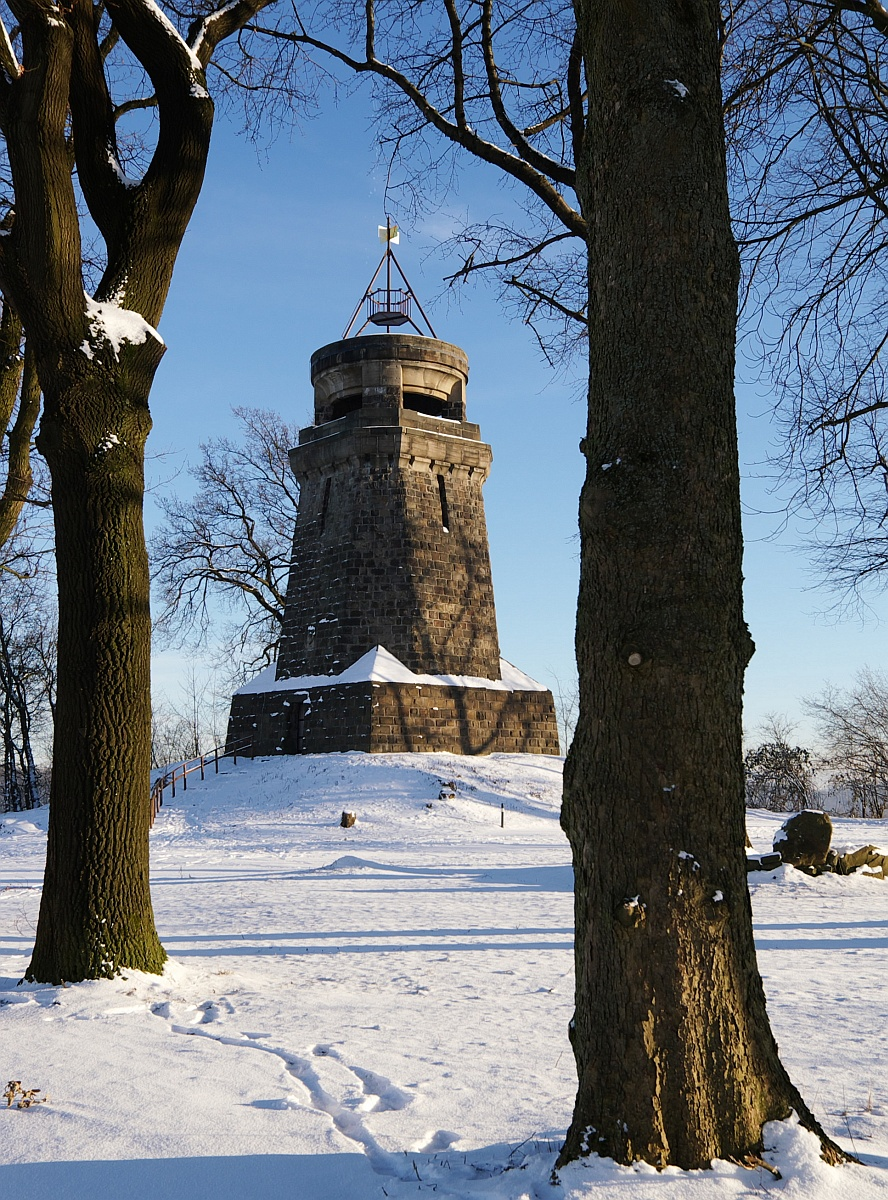
Bismarckturm (Torre Bismark) (1899-1900), Unna.
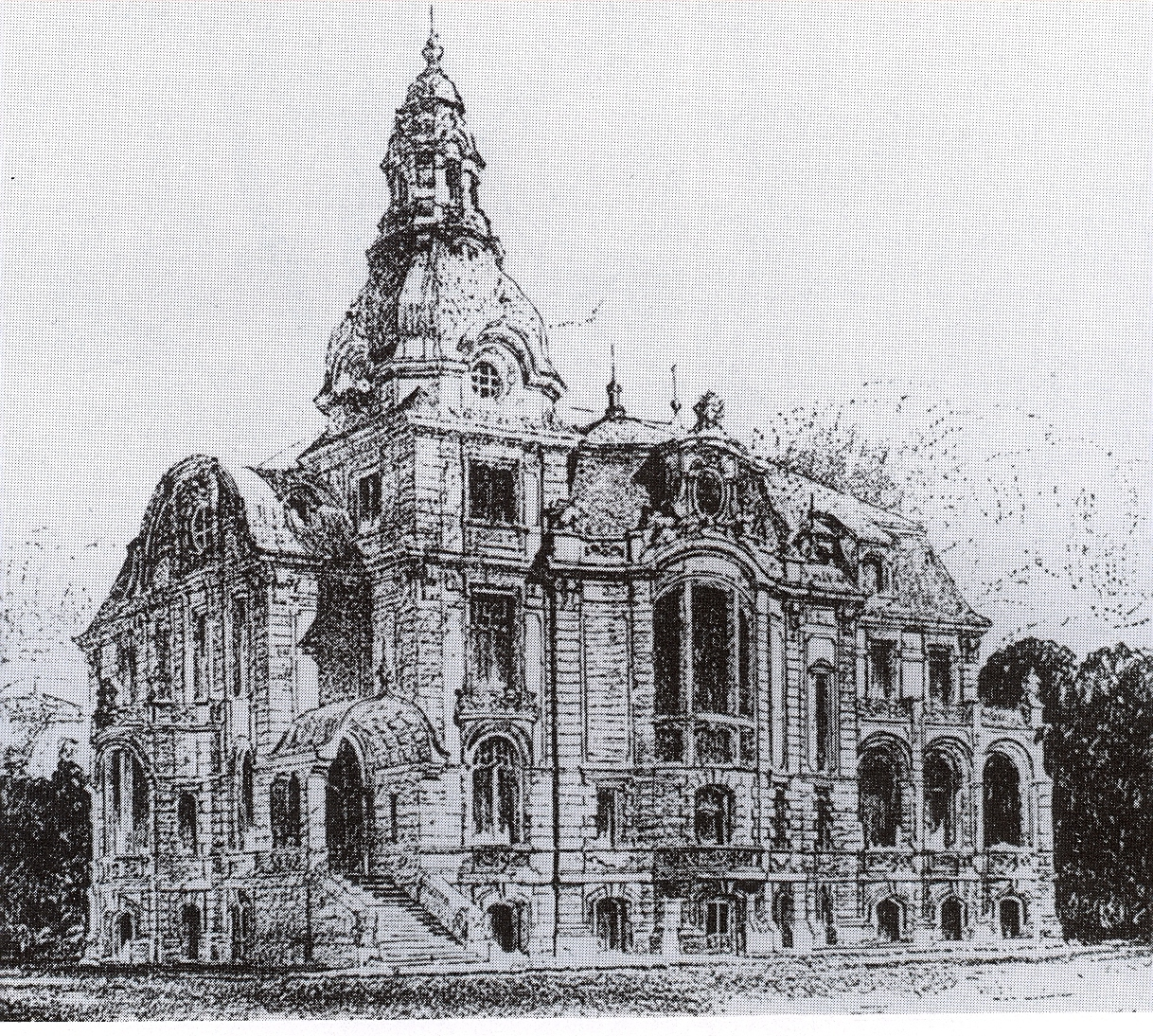
Presentación de Schmitz de 1899 para la Villa Stockwerk en Colonia.
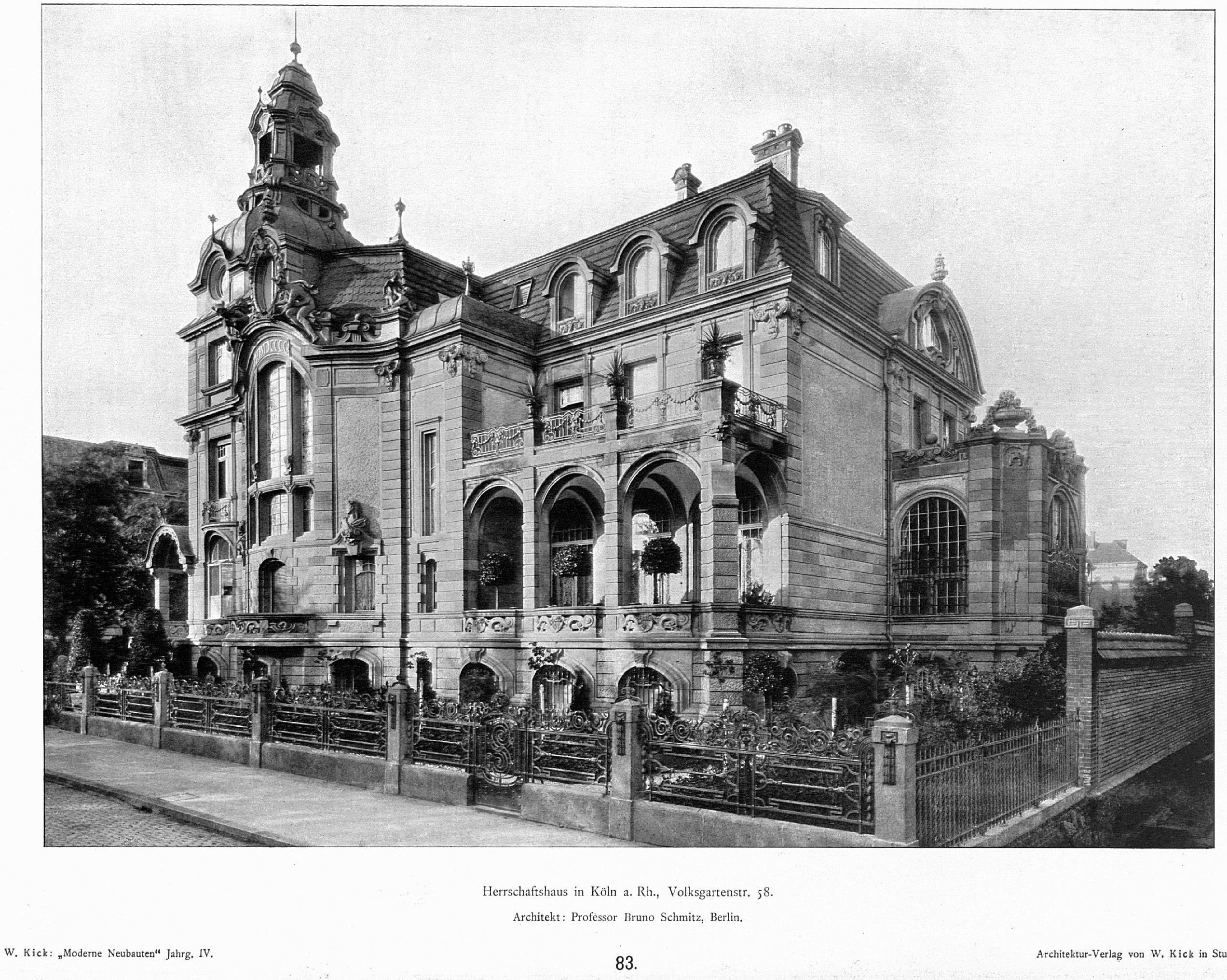
Villa Stockwerk (1899-1902), Colonia.
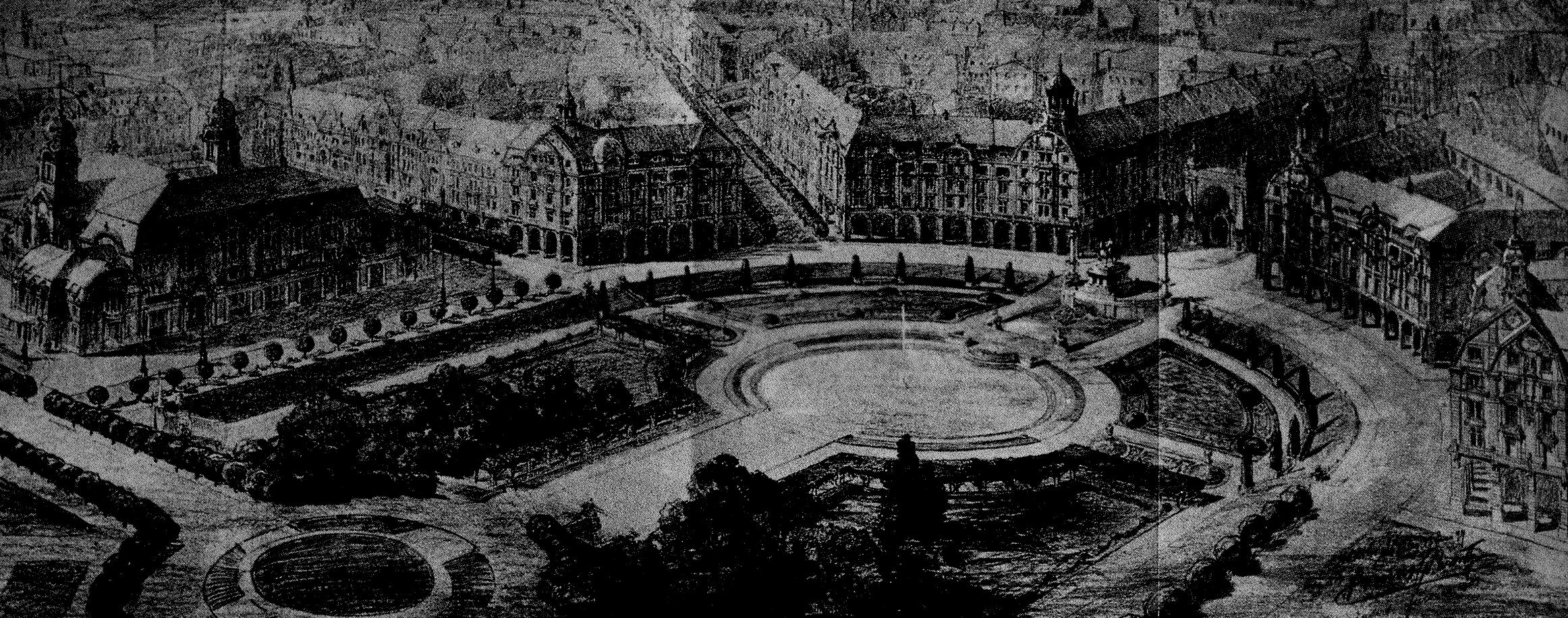
Presentación de Schmitz de 1901 para la Friedrichsplatz, Mannheim.
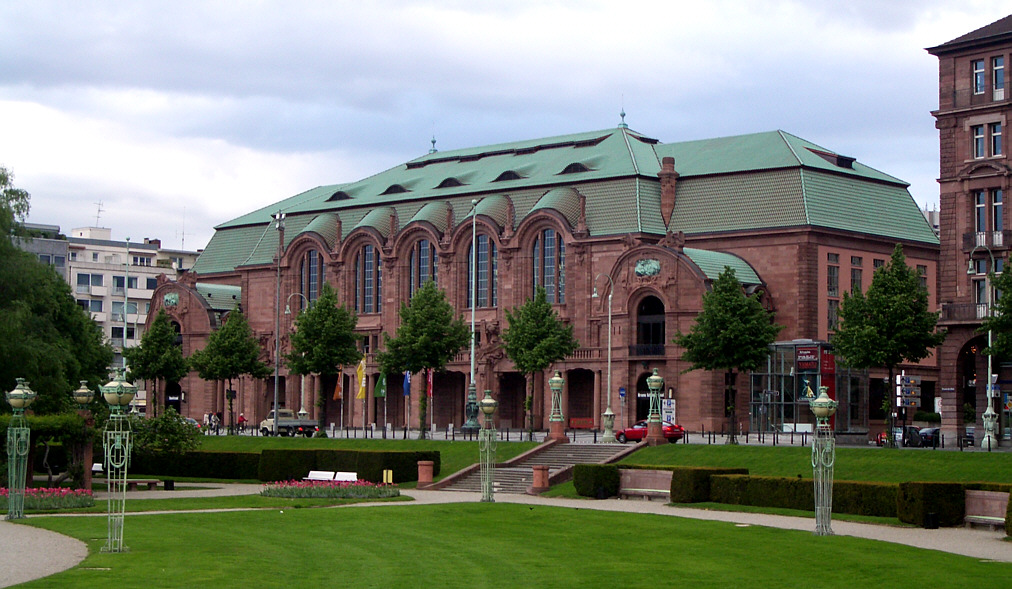
Auditorio Rosengarten (1899-1903), Friedrichsplatz, Mannheim.
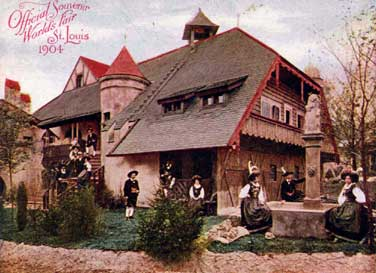
Pabellón Alemán (1904), Exposición Universal de San Luis, Misuri.
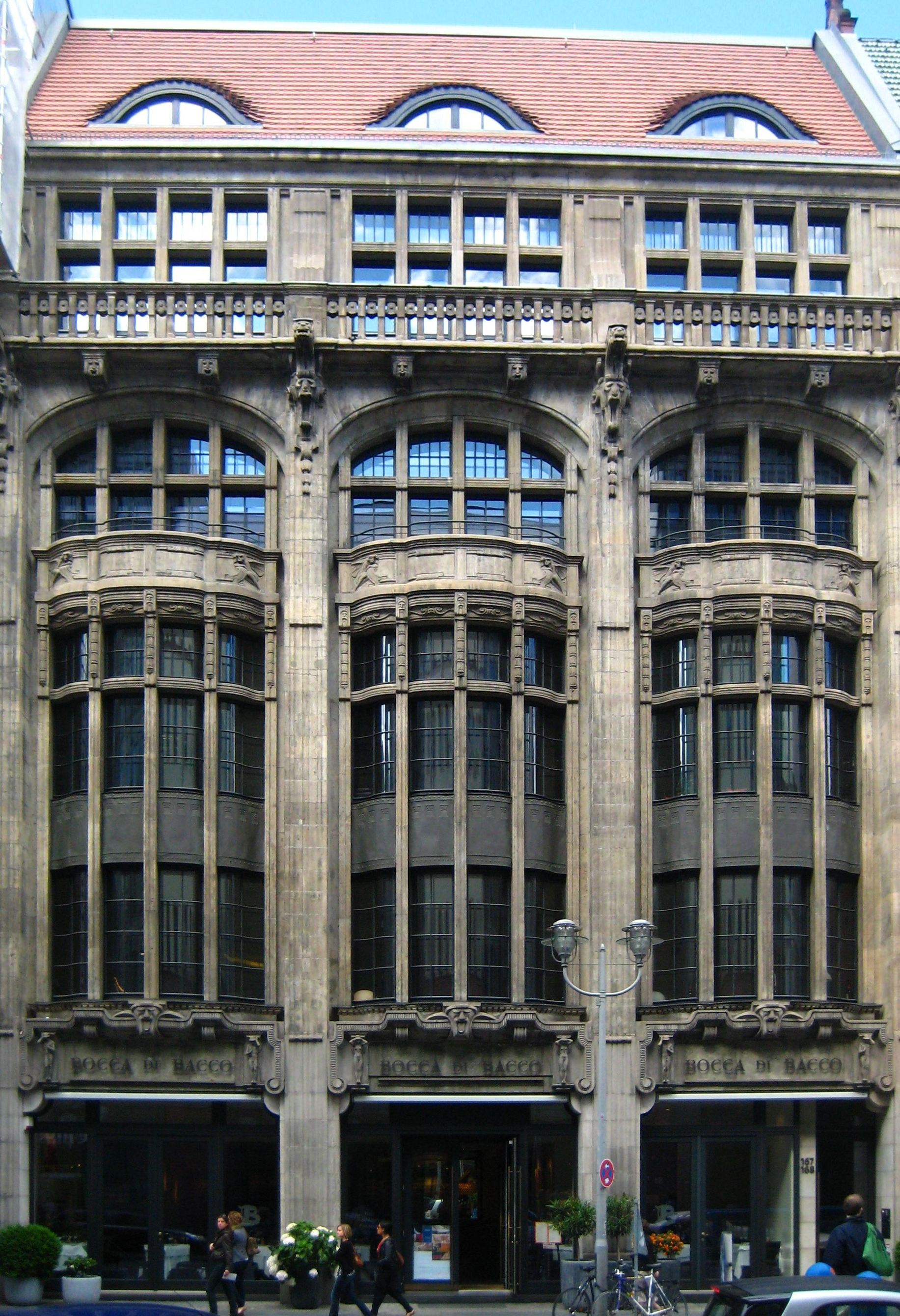
Edificio Comercial Automat (1904-05), Berlín.
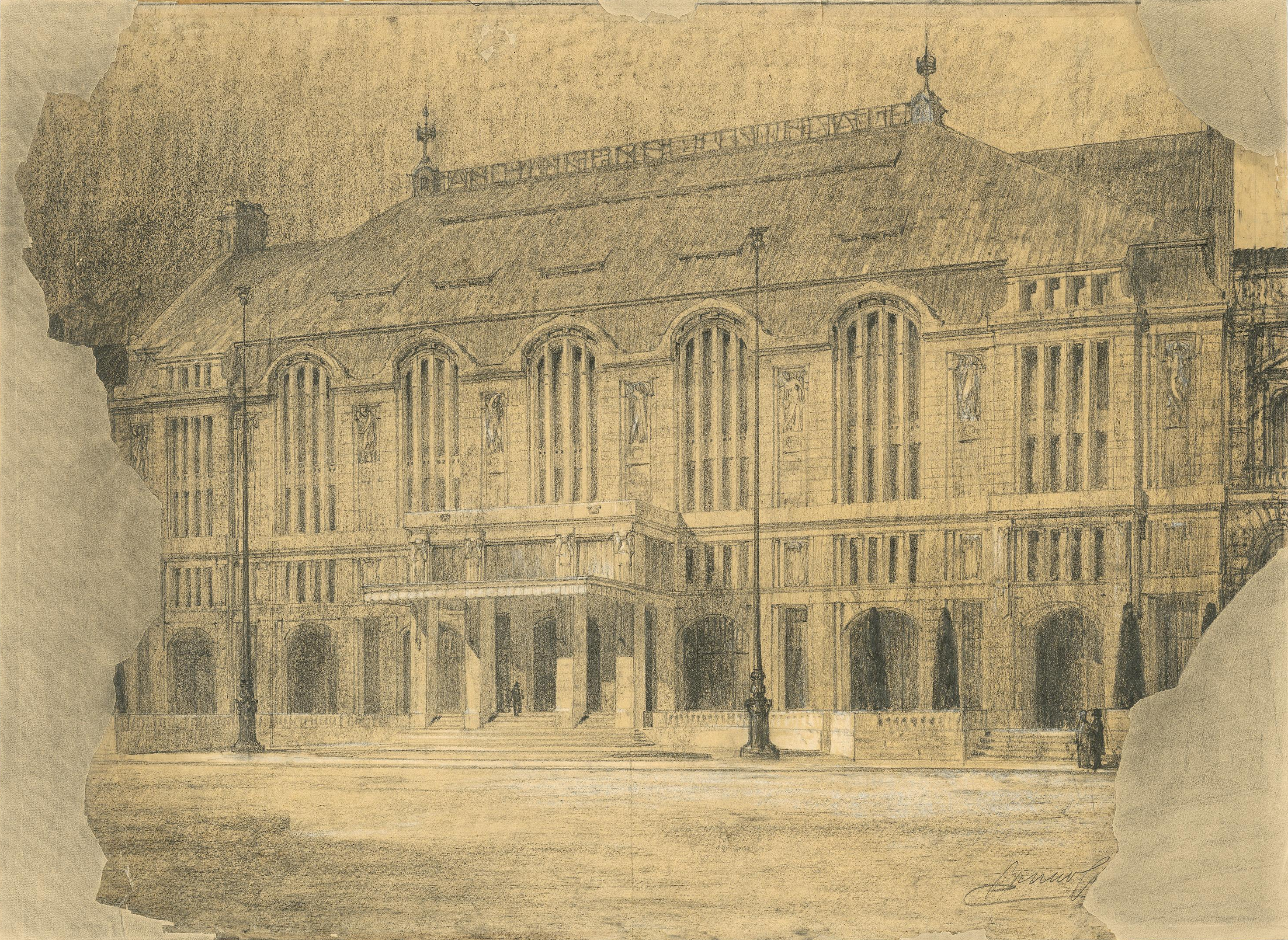
Presentación de Schmitz de 1905 para la Weinhaus Rheingold (Bodega Rheingold) en Berlín.
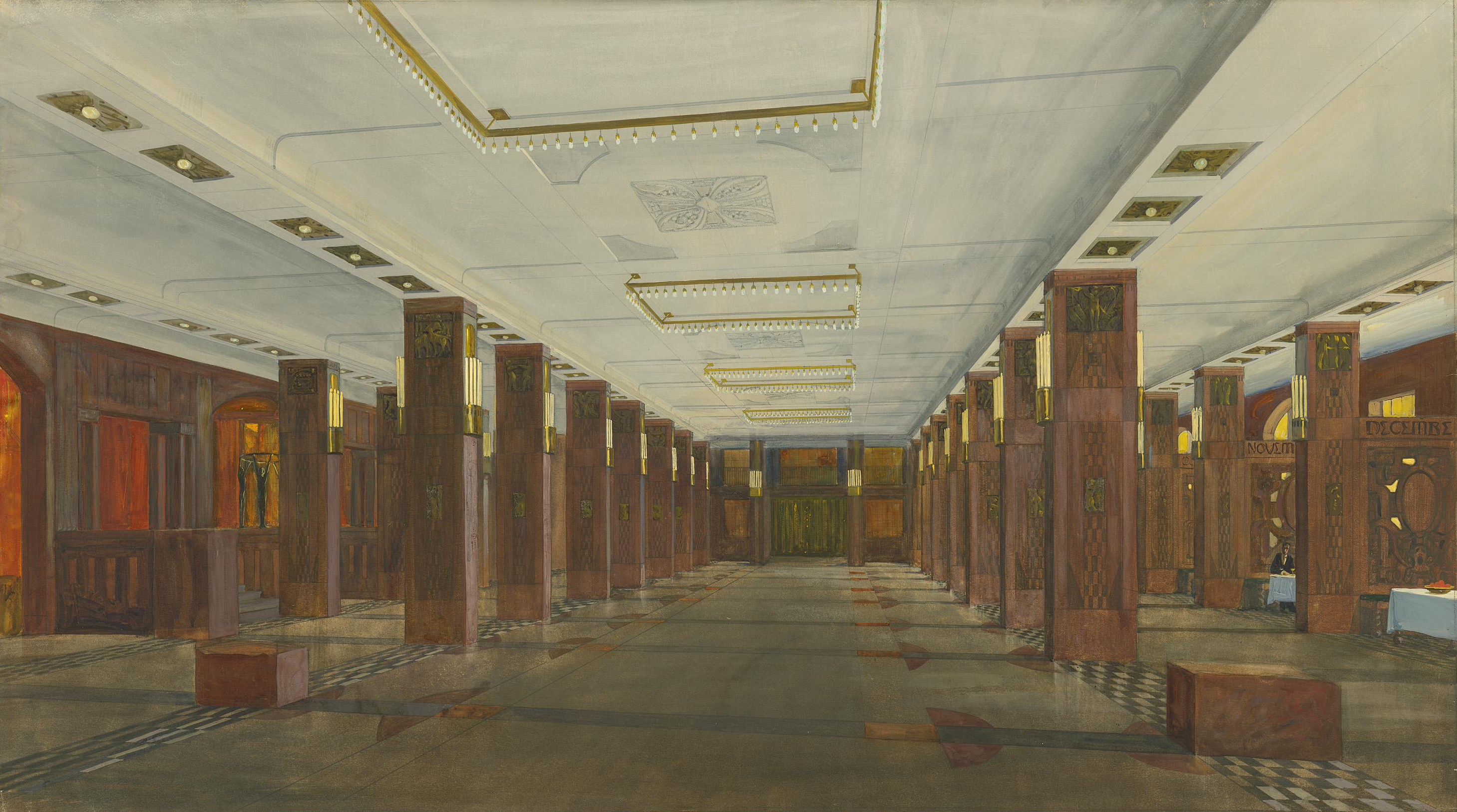
Ingerior del Weinhaus Rheingold (Bodega Rheingold), 1906 (destruida).
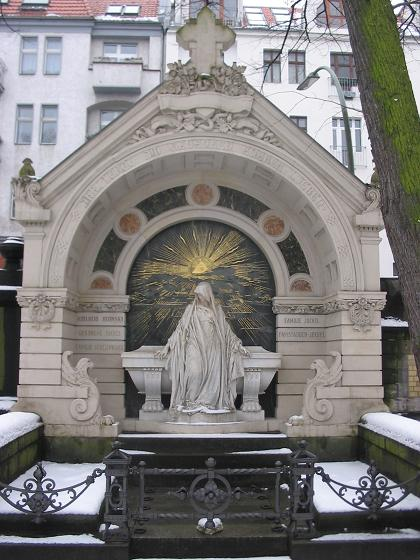
Tumba de Carl Hoffmann, Antigua Iglesia de San Mateo, Berlín. Mujer llorando por Nikolaus Geiger.
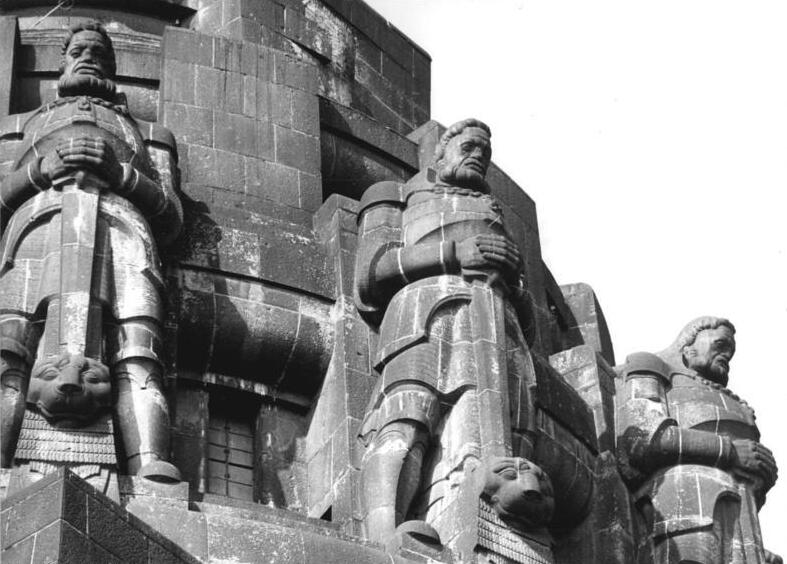
Wächterfiguren (Guardias), por Franz Metzner, rodeando la cúpula de Völkerschlachtdenkmal.
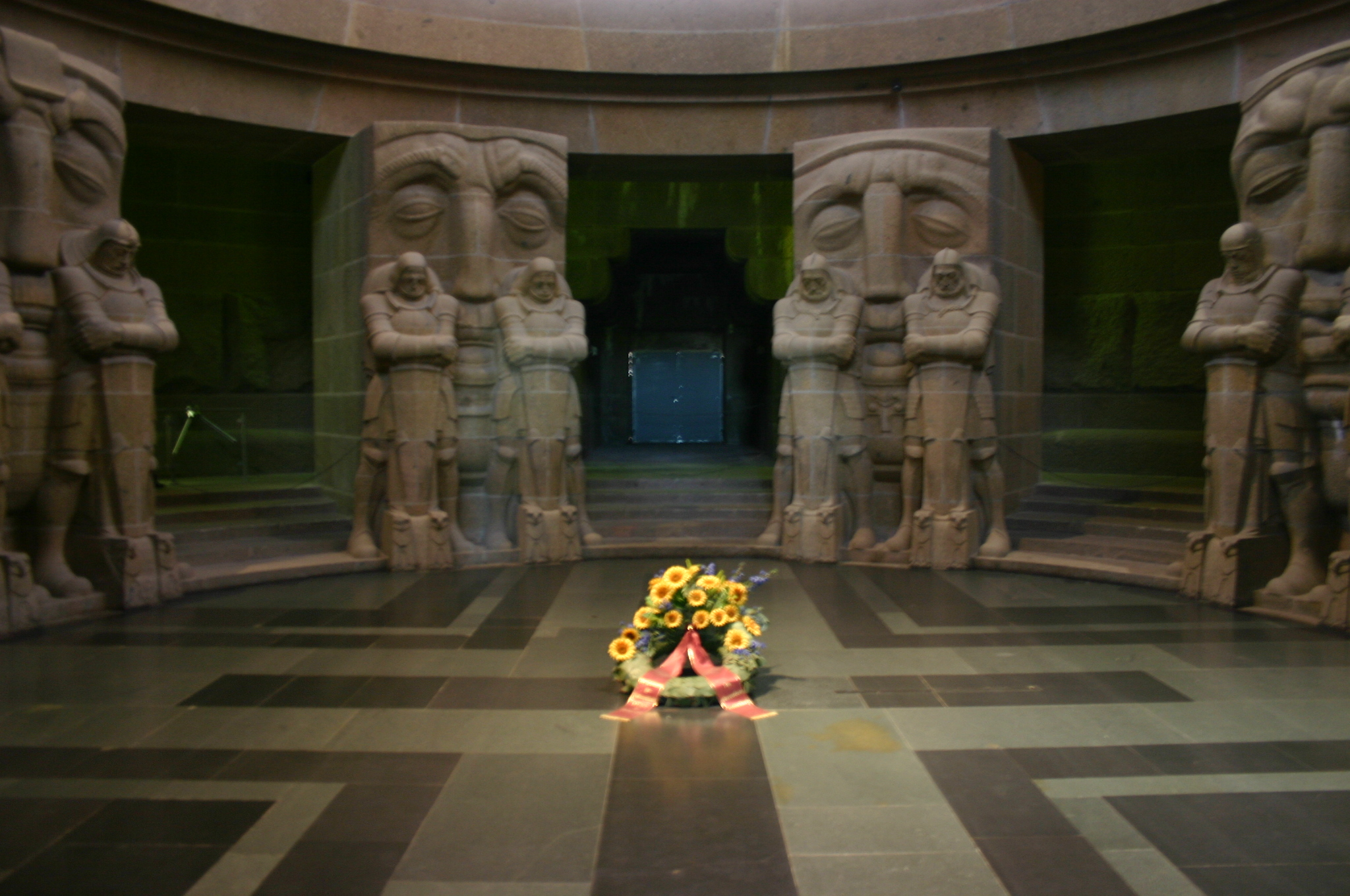
Máscaras del Destino, por Franz Metzner, cripta del Völkerschlachtdenkmal.